# Cousances-les-Forges
Cousances-les-Forges är en kommun i departementet Meuse i regionen Grand Est (tidigare regionen Lorraine) i nordöstra Frankrike. Kommunen ligger i kantonen Ancerville som tillhör arrondissementet Bar-le-Duc. År 2022 hade Cousances-les-Forges 1 644 invånare.

## Befolkningsutveckling
Antalet invånare i kommunen Cousances-les-Forges
| Referens: INSEE |